# Andrei Andreevici Romanov
Andrei Andreevici Romanov (n. 21 ianuarie 1923, Londra, Anglia, Regatul Unit – d. 28 noiembrie 2021, San Anselmo, California, SUA) a fost un artist și autor american de origine rusă. El era strănepotul penultimului împărat al Rusiei, Alexandru al III-lea. De asemenea, era stră-strănepot al țarilor Nicolae I, Alexandru al II-lea și al regelui Christian al IX-lea al Danemarcei.

## Biografie
Andrei Andreevici Romanov s-a născut la Londra, Anglia ca fiul cel mic al Prințului Andrei Alexandrovici al Rusiei (1897–1981) și al primei lui soții morganatice, Elisabeta Ruffo  (1886–1940). Bunica paternă, Marea Ducesă Xenia Alexandrovna a Rusiei, a fost sora mai mică a ultimului țar al Rusiei, Nicolae al II-lea, fiind astfel o legătură foarte apropiată de familia ultimul împăratului Romanov al familiei. Nașul său a fost Eduard al VIII-lea al Regatului Unit. Și-a petrecut copilăria în casa de oaspeți de la Castelul Windsor.
În timpul celui de-Al Doilea Război Mondial a locuit la Hampton Court. Mama sa, bolnavă de cancer, a murit în timpul unei raid aerian în octombrie 1940. O bombă a lovit foarte aproape de casa lor dărâmând lustra din plafon iar Elisabeta a murit de leziuni la scurt timp după aceea. Doi ani mai târziu, tatăl său s-a recăsătorit cu Nadine McDougall, cea mai mare dintre cele trei fiice ale colonel locotenentului Herbert McDougall și a soției sale finlandeze, Sylvia Borgstrom. Din ce-a de-a doua căsătorie a tatălui său, Prințul Andrei Andreievici a avut o soră vitregă.
Prințul a fost educat la Imperial Service College și a servit în Royal Navy în timpul celui de-al Doilea Război Mondial. În 1949 el a părăsit Marea Britanie pentru Statele Unite unde a lucrat un timp ca tâmplar. A devenit cetățean american la 20 decembrie 1954.

### Căsătorii și copii
Prințul Andrei s-a căsătorit de trei ori. Prima dată la 9 septembrie 1951, la San Francisco, cu Elena Dourneva (n. 1927). Ei au avut un fiu înainte să divorțeze în 1959.
- Prințul Alexis Andreevici Romanov (n. 27 aprilie 1953)

A doua oară s-a căsătorit la 21 martie 1961, la San Francisco, cu Kathleen Norris (1935–1967). Ei au avut doi copii: 
- Prințul Petru Andreevici Romanov (n. 21 noiembrie 1961)
- Prințul Andrei Andreevici Romanov (n. 20 februarie 1963)

Până la moartea sa, a fost căsătorit cu Inez von Bachelin (n. 1933).